# Fractional-reserve banking
Fractional-reserve banking, förkortat FRB, är ett begrepp inom ekonomi som refererar till att banker måste behålla en andel av kapitalet (Reserve) som inte får lånas ut.
De utlånade pengarna kan sättas in i andra banker, som i sin tur kan låna ut dem igen (efter att återigen minskat med Reserve).
Totalt kan bankerna kan låna ut t.ex. N gånger det egna kapitalet med denna ackumulerande effekt.
Multiplikatorn N kan till exempel vara 40. Då kan en bank med 1 miljard i kapital skapa 40 miljarder i krediter, vilka sedan ingår i penningmåttet M1.
Detta system har praktiserats i flera hundra år. Hur stor del, eller fraktion, som bankerna måste behålla bestäms av centralbanker genom kassakravet. En liten andel leder till högre ökning av penningmängden medan en större fraktion leder till en lägre ökning. Idag regleras många länders banksystem genom de internationella Basel II-reglerna. 
Den 1 april 1994 övergav Sverige i praktiken systemet när Riksbanken beslutade att kassakrav för banker och kreditinstitut i form av insättningar på konto i Riksbanken reduceras till noll. Istället begränsas bankernas utlåning ytterst av ett kapitaltäckningskrav. Genom EU-lagstiftning så följer EU och Sverige idag  Basel III-reglerna då de nya kapitalkraven infördes gradvis 2013-2019 och likviditetskraven fasades in 2015-2019.
Det nuvarande regelverket, Basel III, har arbetats fram under intryck av de senaste årens finanskriser och syftar till att minska risken för fler bankkriser. I korthet innehåller Basel III hårdare kapitalkrav och likviditetskrav i banksektorn i syfte att minska risken för nya bankkriser och för att risker skall kunna absorberas. Kapitalkraven är minimikrav för hur mycket kapital av olika slag som bankerna måste hålla.

## Historik
Innan de nuvarande centralbankerna uppkom och fick rollen som "den sista utvägen" (det vill säga låneinstitut dit banker kan vända sig för att få tillgång till kapital) ledde frånvaron av FRB eller alltför låga krav till att banker gick i konkurs. Detta berodde på att bankerna inte hade möjlighet att betala ut den summa pengar (tantundem) som deras kunder försökte hämta ut från sina konton. De banker som ägnade sig åt FRB försökte hålla det så hemligt som möjligt, då kunderna vanligtvis genomförde så kallade "bank runs" om de fick reda på att bankerna inte backade upp kundernas bankkonton till hundra procent eller mer. Detta ledde i sin tur till en säker ekonomisk död för de utsatta bankerna. Många banker gick ofta i likvidation samtidigt av denna anledning då rädslan för ouppbackade bankkonton i en bank spred sig till kunderna hos andra banker, som i smyg också använde samma system. Detta var ett vanligt förekommande fenomen runt om i Europa både under och efter Romarrikets tid, och även i övriga delar av världen, bland annat Egypten.
På vissa håll införde staten regler som sade att endast banker som inte ägnade sig åt FRB fick hänga dukar över sina skrivbord för att på så sätt tydliggöra för befolkningen vilka banker som var "hederliga" och vilka som inte var det. FRB var också förbjudet enligt lag på många håll, framförallt i Romarriket, och i Barcelona på medeltiden gick man till och med så långt som att halshugga de bankirer som inte följde denna lagstiftning.

## Kassakrav
Kassakravet anger hur stor andel av bankens totala tillgångar som måste bevaras som reserv i form av likvida medel. Exempelvis innebär ett kassakrav på tio procent att en bank kan skapa krediter (ge ut lån) motsvarande nittio procent av dess tillgångar.
Kassakravet är till för att förhindra:
1. ohämmad expansion av penningmängden;
2. att banker får likviditetsproblem vid stora uttag.

Då banker får in pengar så kan de låna ut dem och skapa nya betalmedel som i sin tur kan sättas in på en ny bank och lånas ut vidare osv. Teoretiskt skulle då man kunna låna ut oändligt med pengar om man kunde låna in oändligt med pengar. Men det hindras av att kapitaltäckningskrav utgör en begränsning av bankers maximala utlåning.
Skulder på pengar är ca 97 % av våra betalningsmedel och resterande ca 3 % är i form av sedlar och mynt.

## Inflation

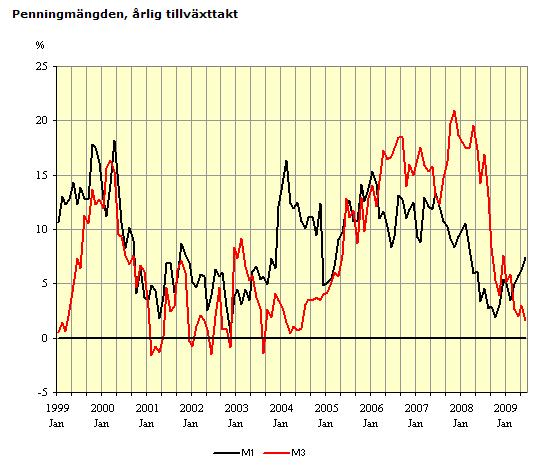
Ökning av penningmängden, M1 och M3 (SCB)

FRB är en bidragande orsak till inflation då pengar som sätts in på banken lånas ut. Huvuddelen av dessa pengar hamnar till slut på nya bankkonton och kan därefter lånas ut igen, igen och igen. Endast en bråkdel av pengarna måste banken hålla kvar som reserv (därav namnet: fractional-reserve banking). Hela denna process innebär med andra ord att penningmängden ökar i ekonomin (inflation) och att valutan urholkas. Detta kan lätt ses i M3-index.
Detta system fungerar så länge som dessa pengar letar sig tillbaka till bankerna och relativt få uttag görs. Om för mycket pengar skulle tagas ut samtidigt så skulle hela systemet kollapsa. Om nu det skulle hända och bankerna får problem med att betala tillbaka pengarna från sina konton, så lånar de tillfälligt pengar från centralbanken, som sedan betalas tillbaka när banken har fått in nya pengar från annat håll.

## Pengamultiplikator
Pengamultiplikatorn är en formel som beskriver expansionen av ett belopp som sätts in på en bank, alltså hur mycket krediter banksystemet kan skapa.
Multiplikatorn, m, är inversen till kassakravet, R:
{\displaystyle m={\frac {1}{R}}}
Exempel
Om kassakravet, R, är 20 %, kan detta också uttryckas som fraktionen:
{\displaystyle R={\tfrac {1}{5}}}
Då kan multiplikatorn, m, beräknas som:
{\displaystyle m=1/{\tfrac {1}{5}}=5}
Om resultatet multipliceras med den ursprungliga insättningen ges den övre gränsen för expansionen av pengarna. En insättning på 100 kronor kan således expanderas till m*100 = 5*100 = 500 kronor, vilket genererar 500 - 100 = 400 kronor extra som utökar penningmängden.
Hur går då detta till? Ponera att Individ 1 sätter in 100 kronor på banken. Med ett kassakrav på 20 % måste banken lägga 20 kronor i sin kassakista. Resterande 80 kronor kan man låna ut till Individ A. För dessa 80 kronor köper Individ A något av Individ 2. Individ 2 i sin tur sätter in de 80 kronorna på banken. Med ett kassakrav på 20 % måste banken lägga 16 kronor i sin kassakista. Resterande 64 kronor kan man låna ut till Individ B. För dessa 64 kronor köper Individ B något av Individ 3. Individ 3 i sin tur sätter in de 64 kronor på banken. Med ett kassakrav på 20 % måste banken lägga 12,80 i sin kassakista. Och så vidare.
Talserien 80+64+51,20... summerar till 400 kronor då vi går i gräns. På samma sätt summerar 20+16+12,80... till 100 kronor.

## Ränta
Banker som betalar ut ränta för att få förvara andras pengar hos sig bedriver med största sannolikhet FRB.
Eftersom banken betalar för att få inlåning, så kan man anta att banken vill använda de inlånade pengarna för att få större avkastning genom utlåning. Men om banken lånar ut en del av det inlånade kapitalet, efter att först ha lånat ut från det egna kapitalet, då har man inte längre 100 % täckning. Så fort täckningen går under 100 % så är det alltså ett fall av fractional-reserve banking.

## Kritik
Systemet har under lång tid varit kontroversiellt. Under medeltiden var FRB förbjudet i Europa och betraktades som ocker. Idag kritiseras systemet av vissa ekonomer, bland annat från den österrikiska skolan, som bland annat menar att det leder till konjunktursvängningar, risker för uttagsanstormning och inflation.
FRB beskylls av ekonomer ur österrikiska skolan för att bidra till konjunkturer. Kritik kommer också från den så kallade penningreformrörelsen (monetary reform movement). Dessa kritiker menar bland annat att bankernas skapande av pengar "ur tomma intet" i samband med utlåningen av FRB-typ borde betraktas som falskmynteri, eftersom det leder till urholkning av penningvärdet.
När banken lånar ut pengar skapas krediter. Banken utökar alltså penningmängden (M1, men inte M0) och urholkar därmed valutans värde i motsvarande grad.